# Pottia longifolia
Pottia longifolia là một loài Rêu trong họ Pottiaceae. Loài này được R. Br. bis miêu tả khoa học đầu tiên năm 1894.